# In Zilles Scheunenviertel erlebt
In Zilles Scheunenviertel erlebt ist ein Dokumentarfilm des DEFA-Studios für Dokumentarfilme, der im Auftrag des Fernsehens der DDR unter der Regie von Ernst Cantzler im Jahr 1986 entstanden ist.

## Handlung
Der Spaziergang des Regisseurs beginnt am Koppenplatz, der nach Christian Koppe benannt wurde, der hier ein Stück Land kaufte, um einen Armenfriedhof zu errichten. Auf seinen Wunsch wurden auch er und seine Familie hier bestattet, wovon noch heute das von Friedrich August Stüler geschaffene Denkmal zeugt. Nun geht der Weg weiter in die Auguststraße 11–13, wo sich die Bertolt-Brecht-Oberschule befindet, vor deren Tür sich viele Schüler aufhalten. Auf die Frage, ob es in dieser Gegend noch Kellerwohnungen gibt, die auch noch bewohnt sind, weiß keines der Kinder eine Antwort, weshalb sie sich gemeinsam auf die Suche begeben.
Der Weg führt die kleine Gruppe über die Oranienburger Straße und die Linienstraße wieder zurück zur Auguststraße Ecke Tucholskystraße. Irgendwo in diesen alten Mietshäusern und Hinterhöfen sieht ein alter Mann aus dem Fenster, der behauptet Heinrich Zille noch gekannt zu haben. Er lädt die Gruppe zu sich in die Wohnung ein, erzählt, dass er Zille um 1920 oft in der Gaststätte Zum Nußbaum gesehen, aber nicht mit ihm gesprochen hat. Auch berichtet er über seine Zeit im Wandervogel-Verein, aus der er gleich mehrere Lieder vorsang. Auf dem weiteren Weg entdecken die Kinder, dass sich sogar über den Tordurchfahrten der Häuser niedrige Zimmer befanden, was man immer noch sehen kann. In einem der nächsten Häuser trifft die Gruppe eine Frau, die erzählt, dass ihre Großmutter Guste, die in der Bergstraße in einer Kellerwohnung wohnte, von Zille gemalt wurde.
In der kleinen Auguststraße sieht die Gruppe noch mehrere ehemalige Kellerwohnungen, die heute zumeist als Kohlen- oder Gerümpelkeller genutzt werden. Eine ältere Frau kann sich auch noch an die ehemaligen Bewohner erinnern. Doch dann findet sich sogar noch eine Frau, die in einer dieser Wohnungen gelebt hat. Der Kachelofen steht heute noch im ehemaligen Wohnzimmer und sie kann sich noch genau erinnern, wie es eingerichtet war. Als die Kinder sich mit der Frau über die Spiele und Lieder ihrer Kindheit unterhalten, müssen sie feststellen, dass die sich in all den Jahren nicht viel verändert haben. Zum Schluss des Films führt der Weg noch in das ehemalige Scheunenviertel, mit der Rosenthaler Straße, Steinstraße, Gormannstraße und Alte Schönhauser Straße, in denen sich Heinrich Zille ebenfalls viele Anregungen für seine Zeichnungen holte.
Viele der von ihm gezeichneten Bilder, werden immer wieder ausgiebig in diesem Film gezeigt. Auch gibt es einige Ausschnitte aus Schwarzweißfilmen, in denen der zeichnende Heinrich Zille zu sehen ist.

## Produktion und Veröffentlichung
In Zilles Scheunenviertel erlebt wurde in den Jahren 1982 und 1986 auf ORWO-Color gedreht und hatte seine Erstausstrahlung am 19. August 1986 im 1. Programm des Fernsehens der DDR. Die erste nachweisbare Aufführung auf einer großen Leinwand erfolgte am 15. Dezember 2019 im Berliner Zeughauskino.
Die Dramaturgie lag in den Händen von Erwin Nippert.